# Негінешть
Негінешть, Негінешті (рум. Neghinești) — село у повіті Вилча в Румунії. Входить до складу комуни Стоєнешть.
Село розташоване на відстані 170 км на північний захід від Бухареста, 16 км на захід від Римніку-Вилчі, 97 км на північ від Крайови, 124 км на південний захід від Брашова.

## Населення
За даними перепису населення 2002 року у селі проживали 136 осіб, усі — румуни. Усі жителі села рідною мовою назвали румунську.